# Victor Fazio
Victor Herbert Fazio Jr. (ur. 11 października 1942 w Winchester, zm. 16 marca 2022 w Arlington, Wirginia) – amerykański polityk, członek Partii Demokratycznej.

## Działalność polityczna
Od 1975 zasiadał w Zgromadzeniu Stanowym Kalifornii. W okresie od 3 stycznia 1979 do 3 stycznia 1993 (przez siedem 2-letnich kadencji) był przedstawicielem 4. okręgu, a od 3 stycznia 1993 do 3 stycznia 1999 (przez trzy kadencje) – 3. okręgu wyborczego w stanie Kalifornia w Izbie Reprezentantów Stanów Zjednoczonych.